# Església de Sant Llorenç (Sant Jaume d'Enveja)
L'Església de Sant Llorenç dels Muntells és una església de inclosa a l'Inventari del Patrimoni Arquitectònic de Catalunya. És sufragània de Sant Jaume d'Enveja (Montsià).

## Descripció
És una església de planta basilical d'una sola nau i capelletes laterals. Teulada de doble vessant i façana triangular aconseguida amb una successió de línies corbes que acaben en l'espadanya. Té una sola porta d'accés, que es troba enfront de la sagristia, darrere l'altar. Es tracta d'una construcció realitzada per l'organisme franquista Servicio Nacional de Regiones Devastadas y Reparaciones als anys 1940-44.